# Castello di Monte San Giovanni Campano
Il castello di Monte San Giovanni Campano è un castello medievale risalente alla fine del X secolo, con due torri, una pentagonale ed una quadrangolare, che si trova a Monte San Giovanni Campano, nella provincia di Frosinone, nel Lazio.
Nel XIII secolo, all'interno del castello, all'epoca proprietà dei conti d'Aquino, fu rinchiuso dai familiari san Tommaso d'Aquino. Per la sua posizione strategica, ha svolto, per secoli la funzione di difesa dei confini meridionali dello Stato Pontificio.

## Storia
La costruzione del castello risale alla fine del X secolo.
L'8 aprile del 1157 entrò in possesso dei conti d'Aquino, vassalli di papa Adriano IV e nel 1184 fu danneggiato gravemente da un terremoto. Nel 1244-1245 vi fu rinchiuso dai familiari san Tommaso d'Aquino.
Nel 1440 la proprietà del castello passò al marchese spagnolo Innico d'Avalos che aveva sposato Antonella d'Aquino. Nel 1495 fu distrutto dalle truppe di Carlo VIII di Francia.
Nel 1595 ritornò sotto lo Stato Pontificio e divenne la sede del governatore.
Nel 1703 i gravi danni subiti per un forte terremoto resero necessaria la demolizione dell'ultimo piano.
Nel 1832 passò alla proprietà dei conti Lucernari e nel 1870, dopo l'annessione al Regno d'Italia, divenne sede della pretura mandamentale.
In seguito ai danni causati dal terremoto del 13 gennaio 1915, furono demoliti altri due piani del palazzo.
Nel 1942 fu acquistato da Luigi Mancini, che dette inizio ad importanti lavori di restauro. Alcuni anni dopo la sua morte fu acquistato nel 1990 dalla famiglia Mastrantoni, che intraprese nuovi restauri.
Durante i primi anni del 1900 soggiornò nel Castello l’artista Pietro Mascagni che lasciò in dono un suo meraviglioso fortepiano ad oggi ancora visibile.
Una sala all’interno del ristorante presente nel Castello Ducale è dedicata all’artista stesso.

### La tentazione di san Tommaso d'Aquino
Tommaso d'Aquino venne tenuto prigioniero dai suoi familiari nel castello per due anni, dal 1244 al 1245, allo scopo di distoglierlo dalla vocazione religiosa domenicana e farlo in seguito entrare nell'Ordine benedettino per seguire i progetti paterni che voleva farne in futuro l'abate di Montecassino come lo era stato un suo zio. Secondo la tradizione durante la prigionia, i suoi fratelli introdussero nella sua stanza una giovane donna saracena discinta e provocante, ma il santo la scacciò con un tizzone ardente. In seguito a questa prova cadde in un sonno profondo, durante il quale gli comparvero in sogno due angeli, che lo cinsero con il cordone della castità, liberandolo per sempre dagli istinti sessuali, affinché potesse dedicarsi completamente agli studi teologici.
In seguito il santo sfuggì alla prigionia calandosi con una corda da una finestra sul lato del castello sovrastante la chiesa di Santa Margherita.
La stanza della prigione del santo è raffigurata in modo molto simile al reale nella tela San Tommaso d'Aquino confortato dagli angeli del pittore spagnolo Diego Velázquez, conservata nel Museo diocesano di Orihuela, in Alicante (Spagna).

### Saccheggio
Nel 1495 le truppe del re di Francia Carlo VIII scesero in Italia per conquistare il regno di Napoli. In febbraio, giunto quasi senza opposizione al castello di Monte San Giovanni, trovò invece una notevole resistenza e dovette conquistare il castello mediante l'uso delle artiglierie, piazzate sulla collina di fronte al castello.
Vinta la resistenza le truppe si abbandonarono al saccheggio, distruggendo l'intera città e massacrando non solo i difensori ma anche donne e bambini. La battaglia venne descritta e commentata da Francesco Guicciardini nel primo libro della Storia d'Italia:
«Andò di poi l'esercito al Monte San Giovanni, terra del marchese di Pescara, posta in su i confini del regno nella medesima Campagna, la quale, forte di sito e di munizioni, non era meno munita di difensori perché vi erano dentro trecento fanti forestieri e cinquecento abitanti dispostissimi a ogni pericolo, in modo si giudicava non si dovesse espugnare se non in ispazio di molti dì. Ma i Franzesi, presente il Re, avendolo battuto con l'artiglieria, poche ore gli dettero con tanta ferocia la battaglia che, superate tutte le difficoltà, l'espugnarono per forza il dì medesimo; dove per il furore loro naturale e per indurre con questo esempio gli altri a non ardire di resistere, commessoro grandissima uccisione. E dopo aver esercitato ogn'altra specie di barbara ferità, incrudirono con gli edifici col fuoco. Il qual modo di guerreggiare, non usato per molti secoli in Italia, empiè tutto il Regno di grandissimo terrore».

## Architettura
Il palazzo ducale comprendeva originariamente cinque piani, risultando più alto della torre principale. I tre piani superiori furono demoliti in seguito ai danni subiti dai terremoti. Sulla facciata principale i muri, in pietra locale, presentano uno spessore di oltre 2 m alla base.
Nei sotterranei si conservano le carceri, con scritte dei carcerati sulle pareti. Al piano soprastante si conserva l'antico alloggio del carceriere, per il quale è previsto l'uso come biblioteca.
Si conservano inoltre due stanze che ospitarono la prigionia di san Tommaso d'Aquino: quella più interna, dove il santo era rinchiuso, è stata trasformata nel XVI secolo in cappella. Gli ambienti si raggiungono salendo una ripida gradinata e vi si accede per mezzo di un portale. La cappella presenta un pavimento di quadrelli di maiolica turchini e bianchi fatti a scacchi. L'altare è sormontato da un trittico del XVI secolo di scuola napoletana, dipinto su tavola, che rappresenta episodi della vita del santo.
Sul piazzale di Corte prospetta la torre maschia, a pianta quadrata e risalente al XII secolo, alta circa 20 m e con porta d'accesso posta quasi a metà altezza. I muri sono spessi 3,30 m alla base e la torre è circondata da un bastione a scarpata, databile in epoca posteriore per la presenza di aperture per bocche da fuoco.
A nord-est del complesso si innalza la torre pentagonale, attribuita al XIII secolo, con grande finestra ad arco ogivale sul lato verso l'interno del castello. All'interno conserva due vani sovrapposti, collegati da una scala tutta in luce. Gli ambienti ospitano mobili antichi di stile e provenienza varia.
Al di sotto della torre è presente un battistero.
Fra le due torri esisteva una comunicazione sotterranea. Un passaggio sotterraneo conduceva dalla torre pentagonale ad una uscita a 400 m dall'edificio.
A poca distanza dalla torre pentagonale, sorge un palazzo di stile rinascimentale, che si presenta come un corpo a sé stante, che conserva i saloni dei conviti, della musica, dei giochi e la taverna, con decorazioni, mobili e suppellettili. Dall'atrio, uno scalone marmoreo conduce agli appartamenti nobili.
Davanti all'ingresso del palazzo si trova una fontana, con la statua di una donna con in mano una conca; ricostruzione postuma fatta dalla famiglia Mancini. È da precisare che tutta la ricostruzione (non si può parlare di restauro) abbonda di cemento armato di pacchiana realizzazione e assolutamente non riconducibile al XII secolo che vede addirittura la presenza di una piscina. Le scale di accesso alla chiesetta di S. Tommaso presente nella struttura sono allo stesso modo realizzate in calcestruzzo come i particolari degli archi di accesso al Castello. Insomma una sorta di "restauro" fai da te che ha compromesso l'intera storicità del maniero. Consoni invece gli interventi alla "parte vecchia" che resta integra in tutta la sua fiera bellezza.

## Galleria d'immagini

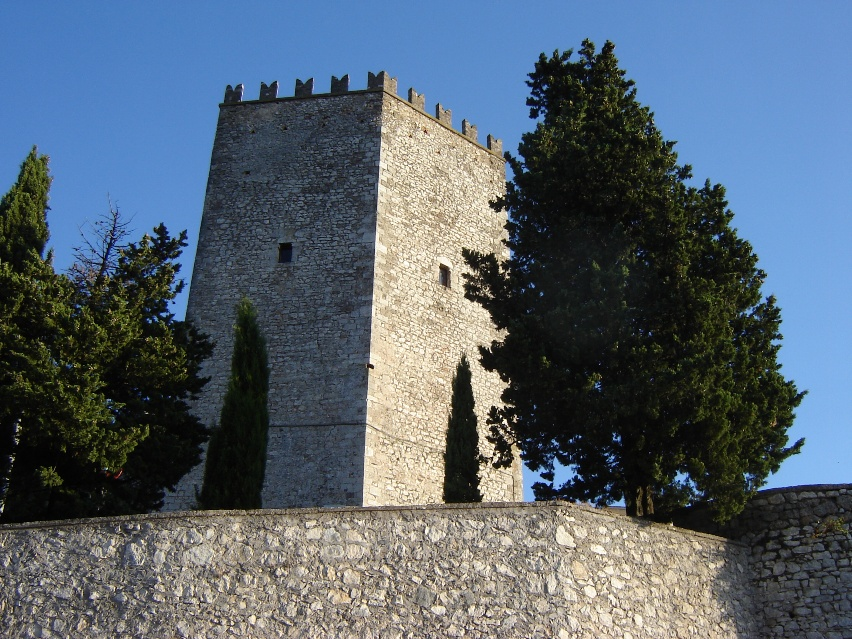
Torre pentagonale
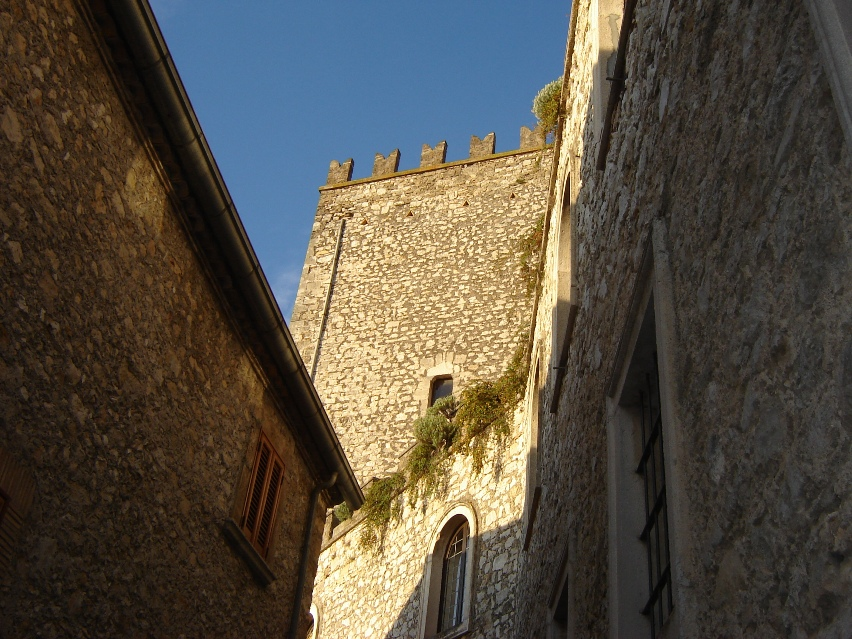
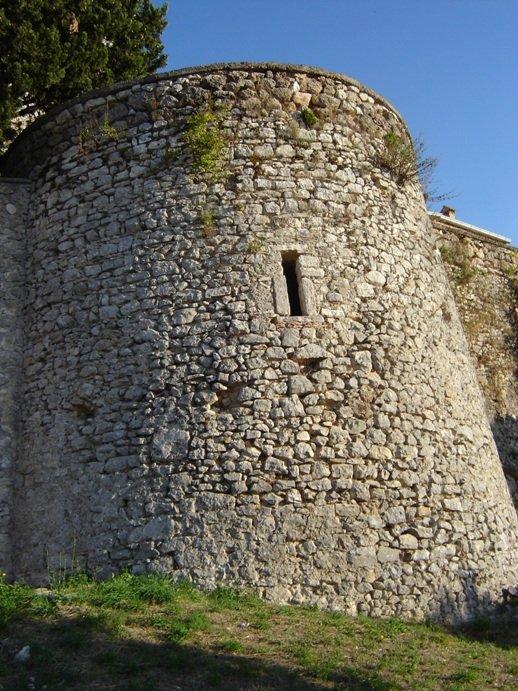
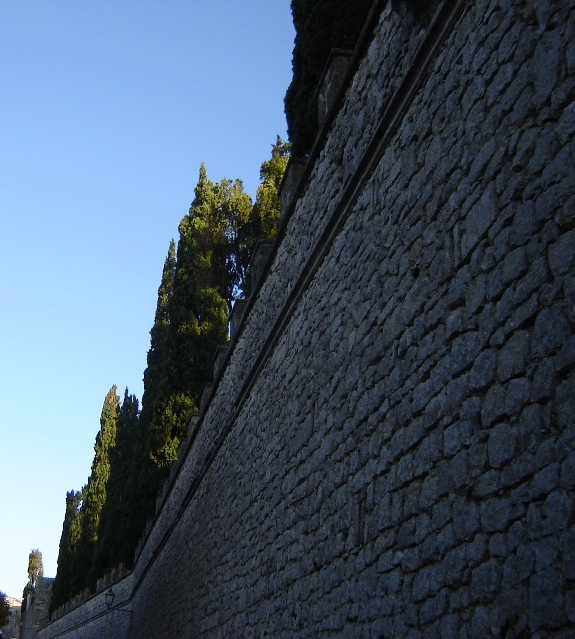
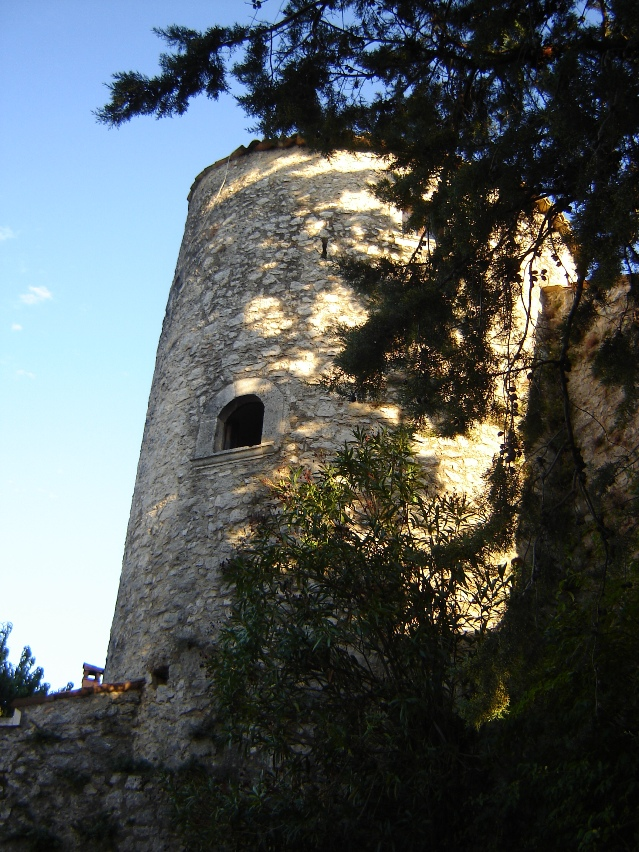
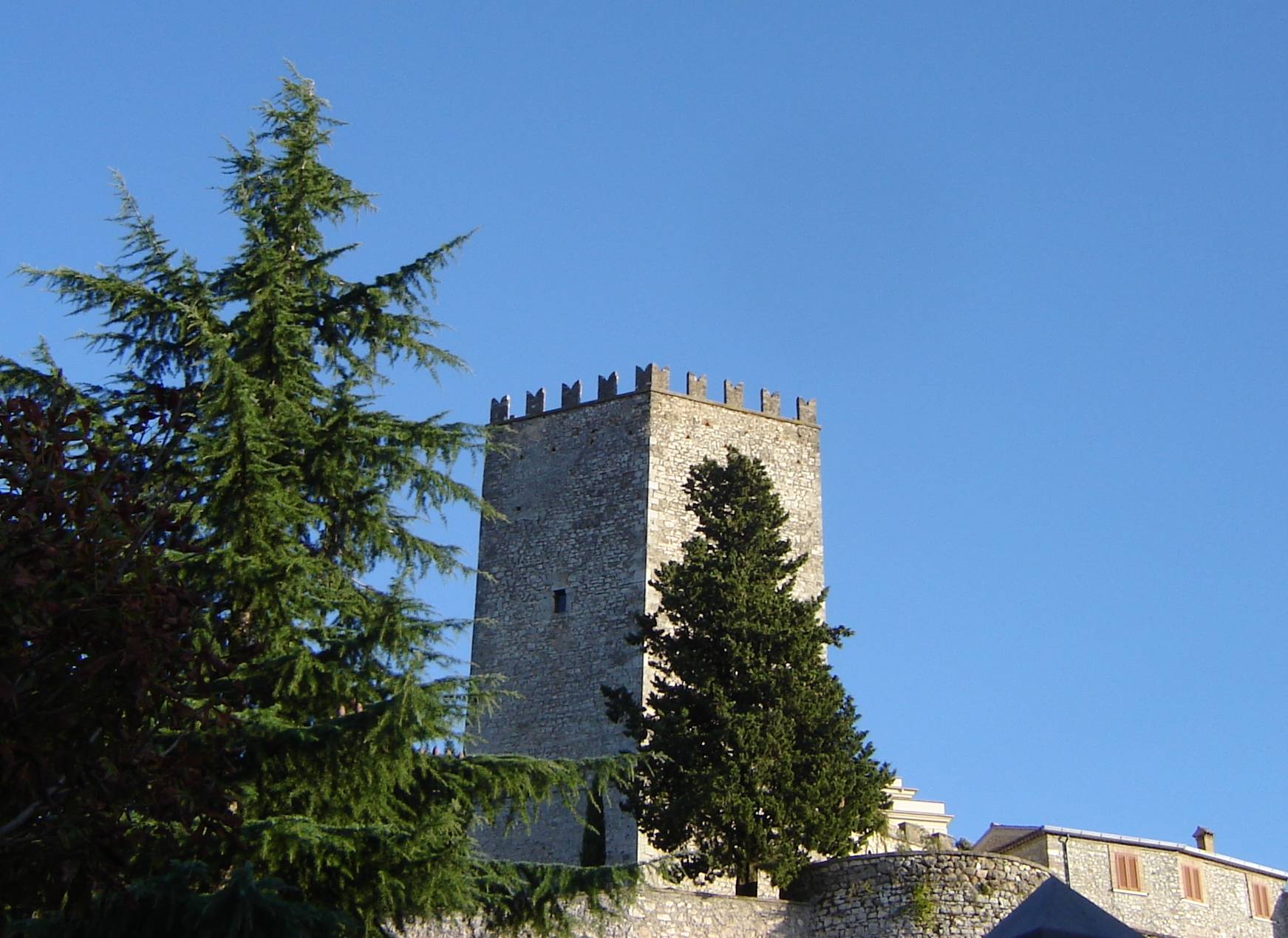
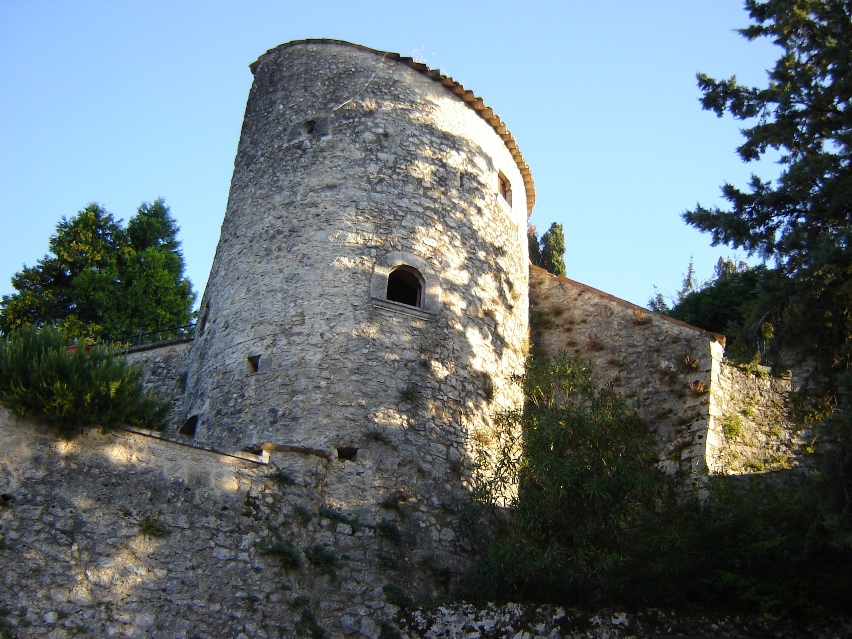